# Kallebäcks källa
Kallebäcks källa, eller Gustafs källa, är en vattenkälla i Kallebäck i Göteborg. Källan ligger intill Boråsvägen, och på platsen finns en byggnad över källan, ett monument och en vattenpost som dock får sitt vatten från det vanliga vattennätet. Källvattnet är numera inte tillgängligt för besökare. Källan är byggnadsminne sedan 21 december 1973.

## Historien kring uppbyggnaden av ledningen
Källan är omnämnd första gången år 1692, och rådmannen Laurentis Böker skriver den 30 januari samma år:
"Den uppspringer utur hårda sandbacken med mer än tio ådror, som continuera, uppspringa och flyta natt och dag...dessa ligga högre än spitzen af kyrktornet här i Götheborg."
Redan 1714 föreslog stadsbyggmästaren Jacob Feigel att man skulle leda källans vatten till staden, till en kostnad av 10 000 daler silvermynt. Detta projekt blev dock aldrig av.
Från 1765 och under några år levererade trädgårdsmästare Grönwall i Gamlestaden friskt dricksvatten "i goda och renliga kärl" från en båt vid Tyska kyrkan, varje dag klockan 7 på morgonen. I slutet av 1770-talet var det många som sålde vatten från Kallebäcks källa  för 2 "runstycken per kanna." Källvattnet från Överås ansågs hålla lika god kvalitet och betingade samma pris.
Sextiosex av stadens "hederliga och förmögnare" invånare vände sig så småningom direkt till Kungl. Maj:t om tillstånd att anlägga en vattenledning, vilket beviljades i ett kungligt brev av den 12 maj 1785. Därefter bildades i juli samma år en vattenledningsdirektion. Den 14 mars 1786 beslutade Kungl. Maj:t vidare att direktionen fick rätt att expropriera den mark som krävdes för att dra fram vattenledningen.
Finansieringen av anläggningen på totalt 15 000 Riksdaler specie, skulle ske dels genom anslag från staden med en tredjedel, dels genom insamling från stadens mer välbärgade invånare, varav den förmögne John Hall tecknade sig som första namn med 250 Riksdaler. En av initiativtagarna och den som skötte affärerna kring projektet var den skotske bryggaren Henry Greigh. Den andra personen var kommerserådet och politiborgmästaren Daniel Pettersson, och de lyckades under perioden 1785-1788 samla in över 17 000 Riksdaler.
Arbetet med vattenledningen påbörjades i september 1786 och leddes av skotten Andrew Blackwood, som vid själva källan murade upp ett brunnshus; en cistern av gråsten och över den en välvd, jordfylld överbyggnad. Blackwood var också ledningens första "tillsynsman" mellan åren 1786 och 1802.
Mellan åren 1785 och 1787 anlades vattenledningen från källan och jordägaren, överste Adam Carlberg, får ersättning "för sjelfva källan med dess vattensprång och så stor del af utmarken, som reservoirens byggnad och instängande samt rörens nedläggning fodra kan". Själva ersättningen uppgick till 250 Riksdaler specie.
Efter ett besök i Göteborg, som började den 13 november 1787, fortsatte Gustav III sin färd mot Borås via Kallebäck, fyra dagar senare. Han möts vid källan av en deputation från stadens Vattenlednings-Commision, och händelsen beskrivs senare som mycket lyckad. Kungen avsmakar vattnet "på ett Christalls-fat och utur ett Christalls-glas", där glasets fot har inskriptionen;
Gustafs källas Naiader,
till sin nådigaste Konung,
underdånigast den 17
November 1787.
Vid invigningstillfället passade Daniel Pettersson på att be om att få kalla källan för Gustafs källa, vilket medgavs. Pettersson hade författat några verser som en ur källan stigen vattennymf läste upp och som avslutades med begäran om att få namnsätta källan efter kungen:
Din ankomst, Dyre Kung, vår boning att besöka.
Skall Dina Nådes-prov i Tidens Bok föröka;
En av Dig älskad Stad den samma oss berett,
Varlill Du även ock ett nådigt bifall gett.
Vad Forntid önskat har, har ödet velat spara
Till Din Regerings-tid, att ock bland annat vara
Ett vedermäle till att nyttigt allt och gott
Hälst i Din spiras skygd har önskad framgång nått;
Men när Ditt Majestät en ringa hand tillräcker
Vad klara ådror ge, vår bön sig därtill sträcker.
Att minnet av Din nåd därmed befästas må, 
Att vi härefter namn av Gustafs Källa få.
Nymfen gjorde för övrigt ett så bra intryck på kungen att "Hans Maj:t, som, till betygande av Dess nådiga välbehag överlämnade till den presenterade Vatten-Nymphen en Guld-medaille." Både nymfens identitet och medaljens öde är okända.
Lördagen den 17 november 1787 invigde Gustav III vattenledningen från källan in till Göteborg, bestående av urholkade och nergrävda trästockar av asp, fur och ek. Ledningen gick den 4,8 kilometer långa sträckan till en rundbyggd vattencistern av trä med en provisorisk fontän vid Kungsporten (nära nuvarande Paddanbåtarnas terminal) där göteborgarna kunde hämta sitt dricksvatten. Fontänen ritades av stadsarkitekten Carl Wilhelm Carlberg, och snickeriarbetet utfördes av mäster Sven Brandin, vidare snidades urnan av bildhuggare Thunström och de sju maskaronerna i brons skapades av den italienske skulptören Gioacchino Frulli.
Två dagar senare, den 19 november, släpptes vattnet på så att det kunde "springa utur sin fontaine under fröjderop, just i detsamma som klockorna i tornen slogo sju."
Men därefter avstannade arbetet för en tid, då de insamlade medlen nu var förbrukade. Grosshandlaren Zacharias Roos var den som 1793 kom till projektets räddning, genom att förskottera de mest angelägna utgifterna. Omkostnaderna från 1793 till och med 1801 kom endast in genom frivilliga gåvor, och hade då stigit till 13 000 riksdaler. Det var nu som trankokeriidkarna i Göteborg anslöt sig, genom att under två år betala 1 skilling till projektets understöd för varje fat tran som kokades. Denna avgift blev 1804, genom konungens resolution, bestämd till varje fat silltran som skeppades ut. Men då summan i alla fall var otillräcklig, beslutades att de resterande medlen skulle erläggas av stadens invånare. Därefter bekostades källan helt av skattemedel.

## Kompletteringar och förlängningar av ledningen

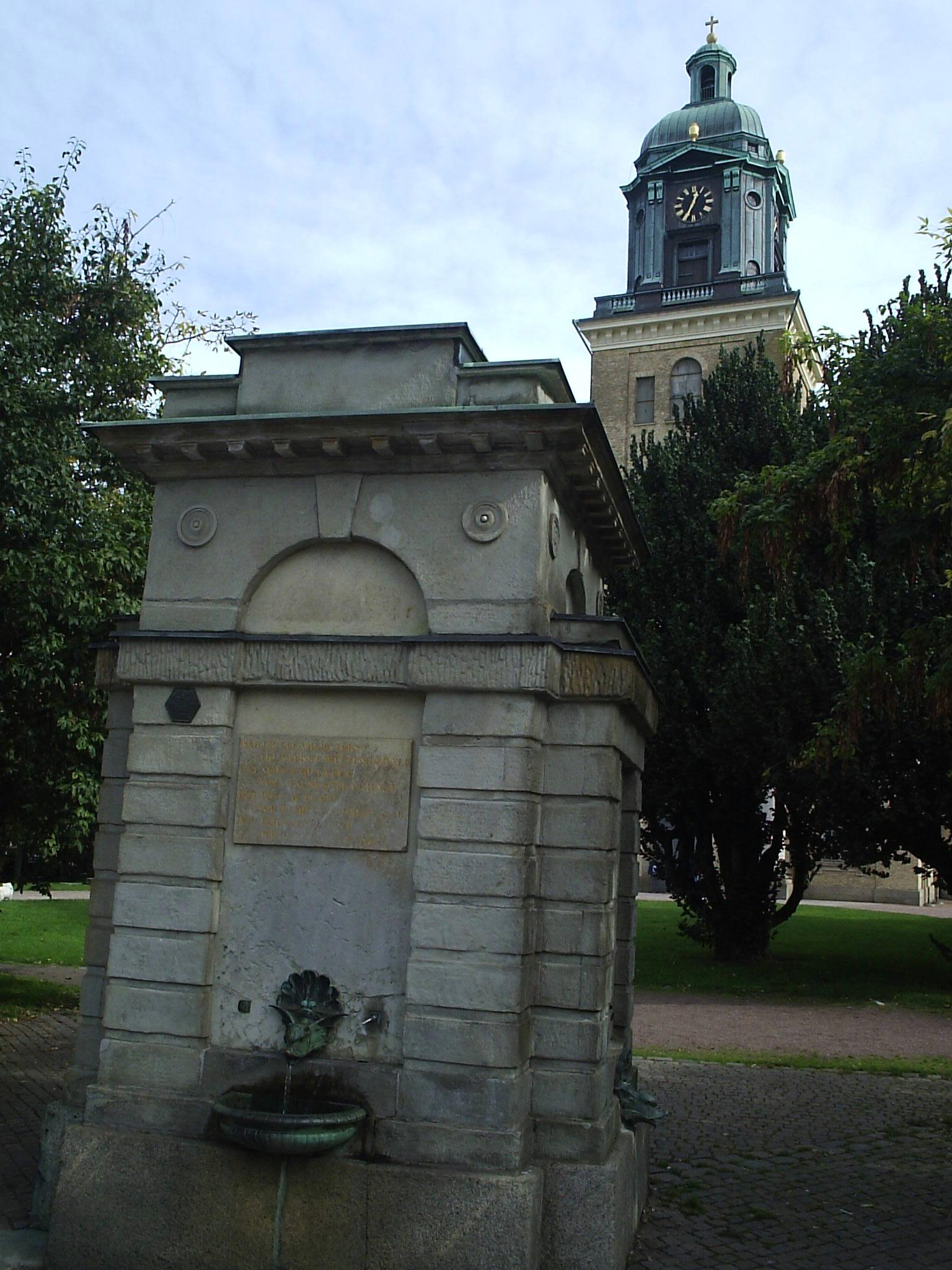
Det bevarade tappstället vid Göteborgs domkyrka, den så kallade domkyrkobrunnen.

Den 14 november 1789 förlängdes ledningen och försörjde då även ett tappställe i sten vid domkyrkans kyrkogårdsmur mot Kungsgatan.

### Ledningens sträckning 1798
På en karta från Göteborgs museum ""Afritning på Watten Ledningen ifrån Kallebäcks eller Gustafs källa Till Götheborg, Som den nu befinnes, uppå anmodan affattad år 1798 af Jac. Bredberg", framgår ledningens sträckning: [i något moderniserad skrivning], "Början är cisternen, där källans vatten samlas och vattenledningsrören börja, åt väster linjerätt 972 alnar till en brunn, vidare i samma linje till 'afbrythningen' på Kallebäcksgärde 440 alnar och där kröker ledningen mot norr och går 400 alnar till en brunn och vidare i samma riktning 412 alnar till Mölndalsån. En Över ån gjord byggnad eller bro, innesluter och täcker rörgången över ån till andra stranden, där den åter fortsättes under jorden utmed stora landsvägen, som löper till Göteborg, 841 alnar till en brunn. Vidare emellan Galgekrogarna till Getebergs Led, 601 alnar. Därstädes är ett 5-stenat rör, som visar skillnaden mellan stadens och landets ägor. Härifrån går vattenledningen över Lisebergs äng 841 alnar, där den åter träffar landsvägen, som följes 161 alnar till där vägen till Örgryte viker av. Härifrån går ledningen över Buregårds ägor till skillnaden emellan sistnämnda ägor och nuvarande Barmans Plantage, 356 alnar till, en liten bukt på vägen; vidare till slutet av sistnämnda ägor eller där (gamla) allén träffas 575 alnar, brunn. Därifrån finnes vattenledningen vara lagd i landsvägsbrynet eller gropen till Tullen 791 alnar, där den avbryter ifrån vägen över vallen och färstningsverket 251 alnar till vid fällebomsvakten. Där finnes en brunn kringlagd med sten. Vidare går den mellan vägen och vallgraven 191 alnar till, en brunn, varifrån rörläggningen uti en anlagd betäckning är dragen över vattnet i vallgraven till Kungsporten, 126 alnar".
En ny brunn, Domkyrkobrunnen, byggdes 1816-1817 vid Västra Hamngatan, mitt framför Domkyrkan, ritad av stadsarkitekten Jonas Hagberg, vilken skulle ersätta det gamla vattenhämtningsstället i kyrkogårdsmuren. I början av 1890-talet ville man riva fontänen, men en motaktion räddade den och istället restaurerades den 1894. Med tiden ansågs den utgöra ett trafikhinder och flyttades därför 1967 till sin nuvarande plats, innanför Västra Hamngatans trottoar och inom Domkyrkans område, där tidigare bysten av domprosten Peter Wieselgren stått.
Den 1 juli 1797 släpptes det första vattnet in i en då nybyggd reservoar av sten, på platsen där "Kopparmärra" nu står. Det var 700 tunnor, men reservoaren rymde 1 700 tunnor, cirka 90 000 liter (den användes fram till 1881 och revs 1899). Borgmästare Pettersson hade i reservoarens inre skrivit:
Den hand, som allt det goda gifver,
Den hand, som allting håller opp,
Och källan utur sanden drifver
Att friska mänskans matta kropp.
Hon nådigt detta verk bevare
Från ofall, skada och fördärf
Och ådrans ymnighet ej spare
Till hjälp och gagn i våra värf!
Men folk, då du Guds godhet röner,
I detta och i annat mer,
Glöm ej hans lof i trägna böner,
Det är till hjärtat som han ser.
År 1797 öppnades även ett provisoriskt vattenställe vid Stora torgets (nuvarande Gustaf Adolfs torg) östra sida, vid Östra Hamnkanalen. Åren 1819-1868 leddes dricksvatten permanent till ett brunnshus på samma plats. Det var uppfört i tegel, ned kantskoning i bossagearbete och pryddes överst med en kopparskål. Brunnshuset revs 1868, och ersattes långt senare av en vattenpost i järn.
På 1860-talet drog man ytterligare en träledning från Kallebäck, samtidigt som rörnätet inom vallgraven började utvidgas. En ny reservoar, som rymde cirka 260 m³ vatten, anlades på Hagaheden, vid korsningen för nuvarande Karl Gustavsgatan och Storgatan.
Ledningarna utsträcktes till nya tappningsställen i staden inom vallgraven, i Haga, på Bierhalleplatsen (nuvarande Järntorget), Stampen och Masthugget. Vid 1860-talets slut fanns det kallebäcksvatten i 15 allmänna vattenposter och hos 15 enskilda konsumenter, till exempel de två apoteken Kronan och Enhörningen. År 1881 ersattes de gamla ledningarna av trästockar med järnrörsledningar.
I närheten av Kallebäcks källa uppfördes år 1881 en vattenreservoar, bestående av en järncistern som rymde 300 kubikmeter, placerad i en rund byggnad av rött tegel. För konstruktionen stod civilingenjören Johan Gustaf Richert, som 1864 blev byggnadschef i Göteborg med ansvar för bland annat vatten- och avloppsfrågor. År 1922 övertog Göteborg stad reservoaren. Föreståndaren hette då Gunnar Andersson, kallad "Vattenverkarn".
År 1892 skaffade sig Göteborgs Mineralvatten AB (föregångare till Apotekarnes) anslutning från kallebäcksledningen vid Järntorget till sin fabrik på Surbrunnsgatan 4 (innanför vallgraven)..

## Minnesvård, jubileum och en renovering
En minnesvård av kolmårdsmarmor, på en sockel av huggen gråsten, restes den 22 juli 1801 i närheten av Kallebäcks källhus. Marmorblocket var skänkt av marmorbrukets ägare, greve Carl Johan Gyllenborg.
Fjorton år senare restes en sten vid källan, med följande inskription:
Af Kallebäcks källa man mig fordom Namn har gifvit
Men sen af Götheborg jag köpt och hägnad blifwit
Kung Gustaf mig besökt, mig nådigt unnadt är
At jag härefter namn af Gustafs källa bär.
Den 17 Nowember åhr 1787
Hela stockledningssystemet renoverades 1866 under ledning av vattenmästaren Frans Teodor Arnell.
Vid källans 150-årsjubileum den 7 juli 1937, repriserades invigningsceremonien, denna gång med Gustaf V. Som källnymf deltog den berömda skådespelaren Wanda Rothgardt, som överlämnade källvatten till kungen i en för ändamålet tillverkad pokal från Orrefors, vilken därefter förvarades på Göteborgs Museum. Ceremonien var anordnad av Göteborgs vattenledningsverk.
I maj 1870 öppnades den nya vattenledningen från Delsjön, 11 000 fot lång till en kostnad av 1 239 543 riksdaler att amorteras på 40 år.

## Källans användning under modern tid
Pripps bryggerier i Göteborg, sedermera i Västra Frölunda, tog sitt vatten från Kallebäcks källa tills verksamheten lades ned 2002. I samband med att Arla la ner sin verksamhet i området, och upphörde med sin vattentäkt, utreddes bland annat storleken på källans naturliga vattentillgång. Den var och är i storleksordningen 7 liter per sekund. År 1975 drogs en nio kilometer lång vattenledning till anläggningen i Västra Frölunda, som ledde upp till 100 000 m³ vatten per år, till en kostnad av 2,5 miljoner kronor.
Källan har även varit en lokal vattentäkt för dricksvattnet i stadsdelen Örgryte. Kring 1970 kopplades dock stadsdelens vattennät ihop med övriga Göteborgs stads, varpå Örgryteborna fick sitt vatten från Göta älv.

## Vidare läsning

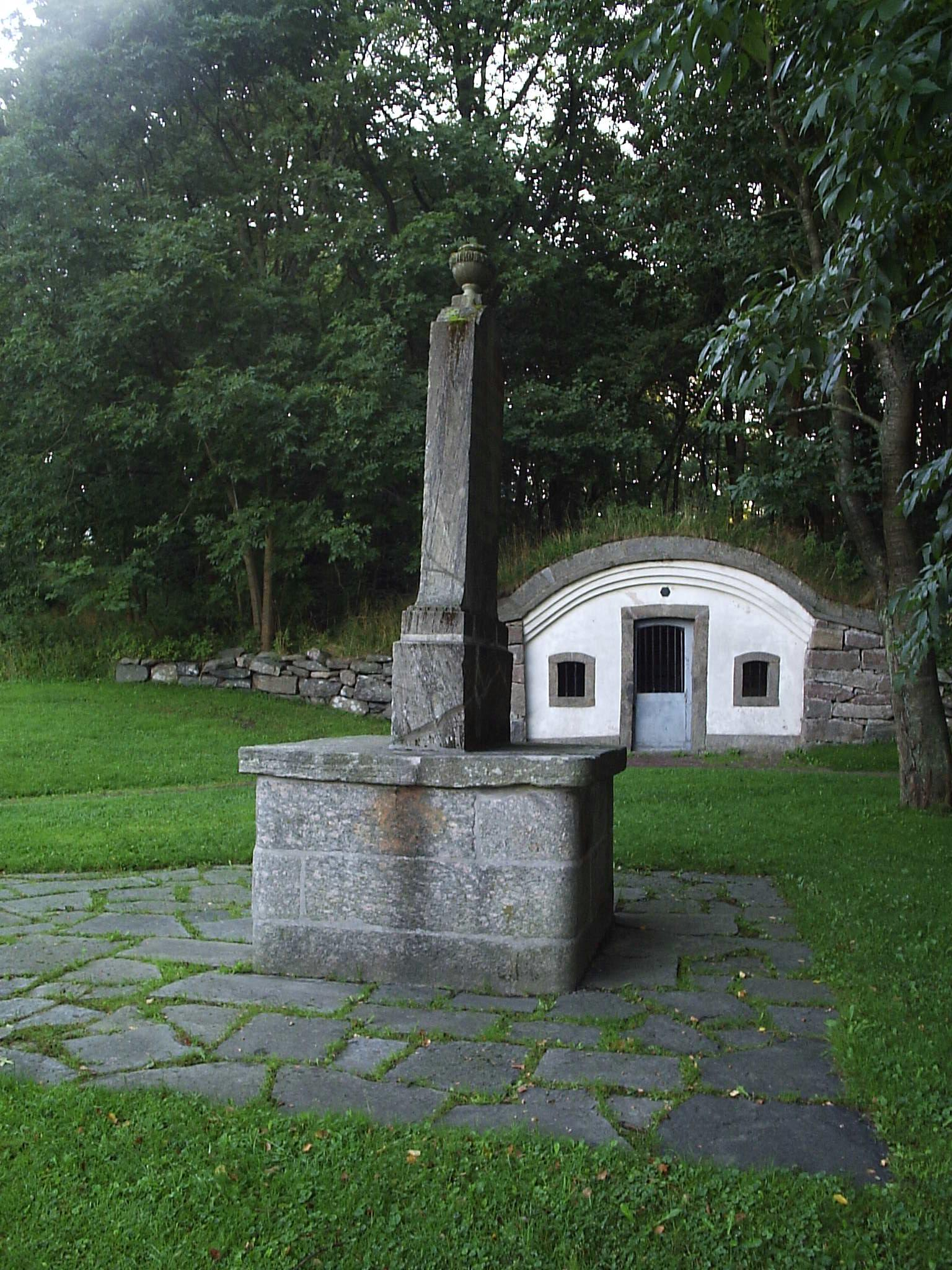
Kallebäcks källa, Gustaf III:s monument framför källbyggnaden.
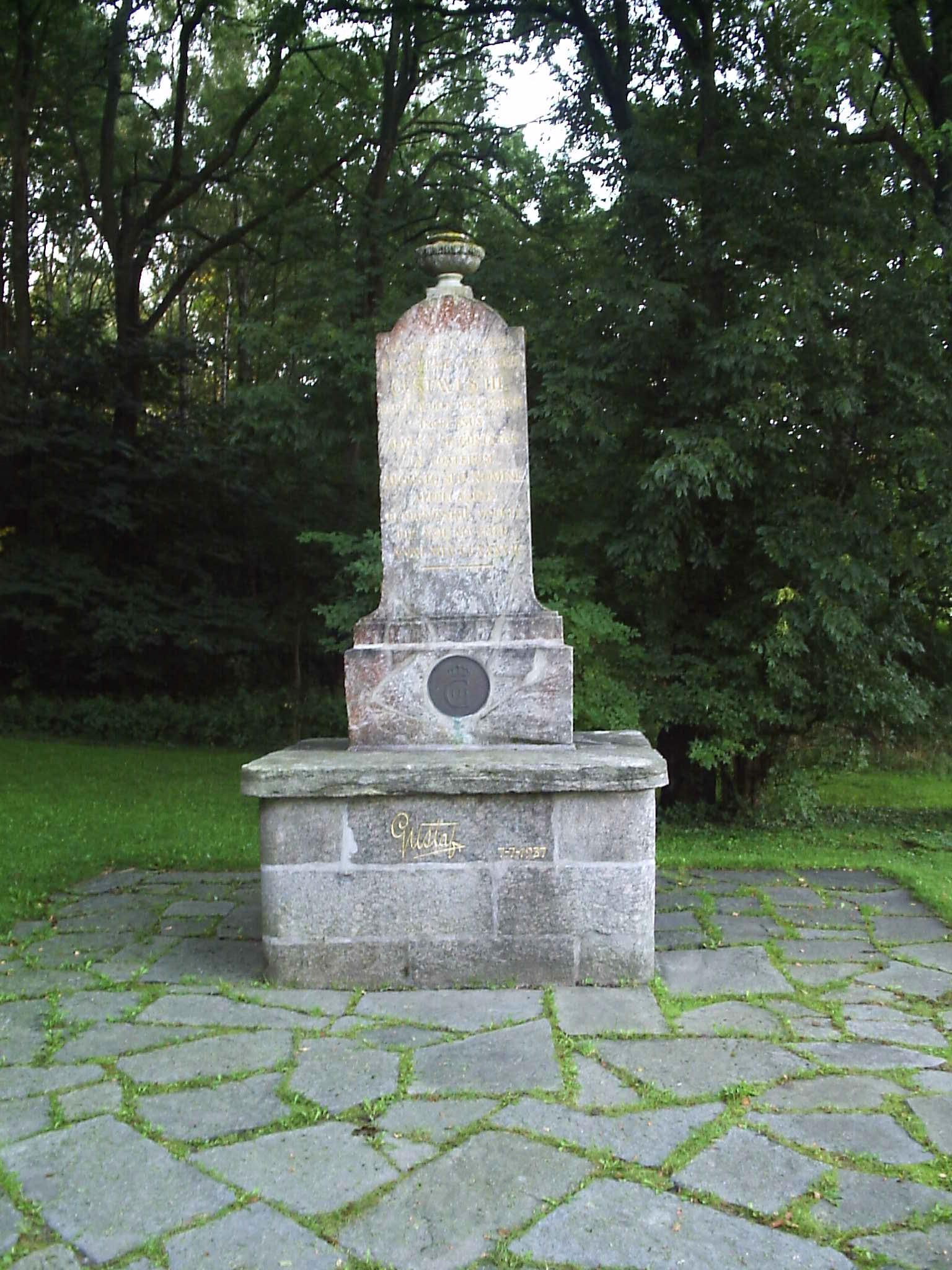
Framsidan av Gustaf III:s monument.
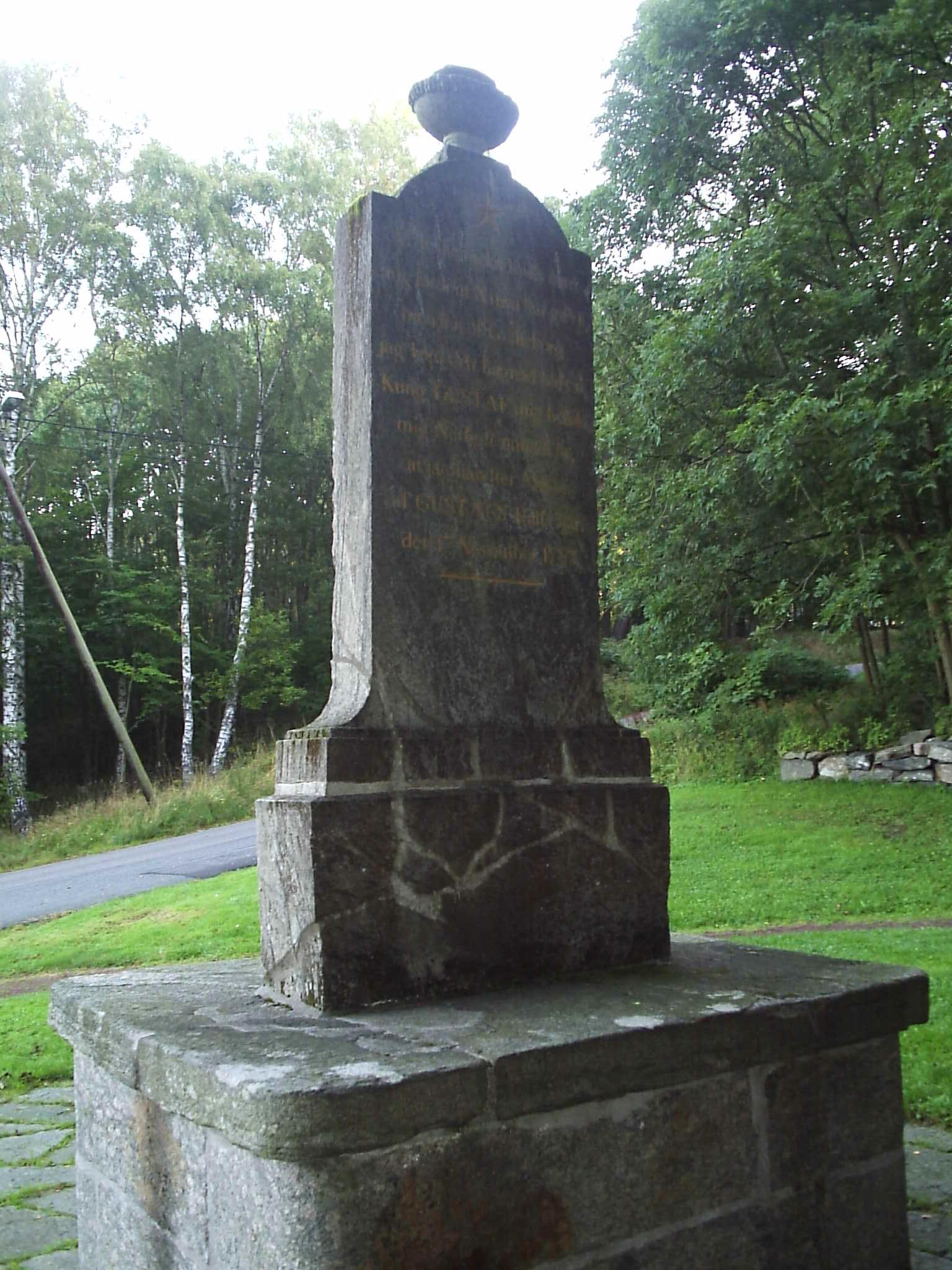
Baksidan av Gustaf III:s monument.
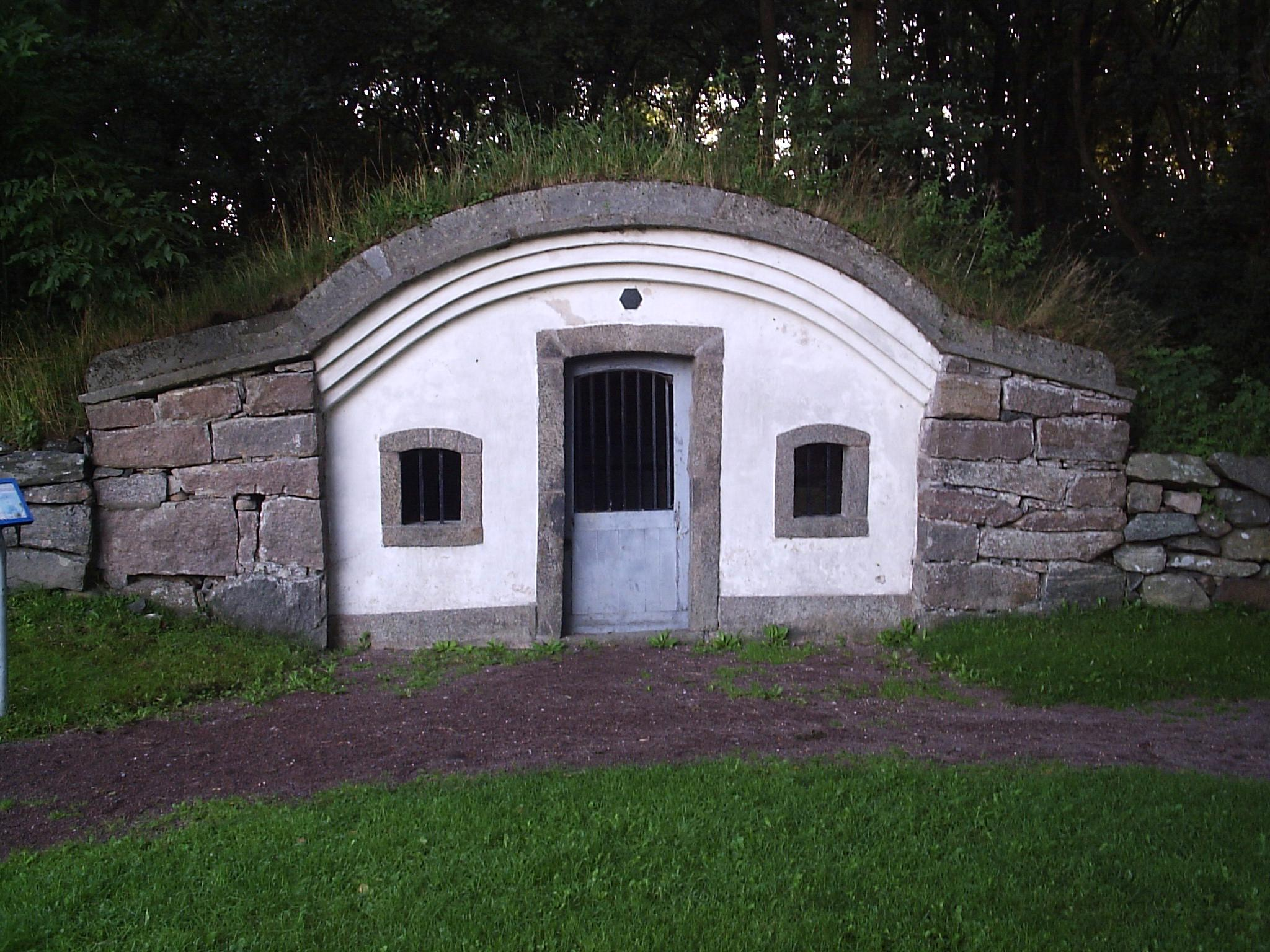
Källbyggnaden.